# 竜王山城 (備中国)
竜王山城（りゅうおうさんじょう）は、岡山県浅口市鴨方町六条院にあった日本の城。

## 概要
城跡は浅口市南部六条院地区に存在する。遺構として確認できるものはほとんどない。山麓の「円珠院」（旧寺跡）近くには細川通薫が寄進したという円珠院石造大宝塔一基が残されている。
伊予の川之江城に在った細川通薫は、毛利氏の援助を受けて叔父の失った野州家備中旧領の回復に乗り出した。通薫は永禄2年（1559年）、海を渡り浅口郡大島郷西部（現在の笠岡市大島中～浅口市寄島町）の青佐山城を修築し入城した。細川氏旧臣を募り次第に勢力を蓄えた通薫は、毛利氏の客将として備前の浦上氏（宇喜多氏）との対峙を行った。
永禄9年（1566年）、浅口市南部ここ「竜王山」に城を築き本城とした。天正3年（1575年）に、鴨山城を本城とするまでの9年間在城した。